# Mongoltrut
Mongoltrut (Larus mongolicus) är en asiatisk häckfågel i familjen måsfåglar som tillhör det så kallade gråtrutskomplexet. Den kategoriserades tidigare som en underart till kanadatrut, gråtrut eller vegatrut, men resultat från nyligen utförda studier pekar på att mongoltrut bättre beskrivs som en egen art.

## Utseende
Mongoltruten är en medelstor trut (56-68 centimeter, vingbredd 137-145 centimeter) som mest liknar kaspisk trut, men är större, med fylligare huvud och trubbigare näbb. Ovansidan är vidare mörkare med en bred vit vingbakkant och mer svart på vingspetsen. Jämfört med vegatrut har den bland annat mindre streckat huvud i vinterdräkt. Lätena ska vara relativt lika kaspisk trut.

## Systematik
Mongoltrutens släktskap och artstatus är omdebatterad. Tidigare fördes den till gråtruten och när denna delas upp i flera arter fördes mongoltruten antingen till vegatruten (L. vegae) eller till kanadatruten (L. smithsonianus) när den förra inkluderas i den senare. Sedan 2017 urskiljer Birdlife Sverige dock mongoltruten som en egen art. Anledningen är att genetiska studier visar att den kan ha uppstått antingen ur skiffertrut (L. schistisagus) eller vegatrut som expanderat österifrån och därefter isolerats. Den skiljer sig också åt utseendemässigt liksom i habitatval både där den häckar och där den övervintrar. Sedan 2024 erkänns den även av internationella auktoriteterna IOC och eBird/Clements.

## Utbredning
Mongoltruten häckar från sydöstra Altaj till Bajkalsjön, Mongoliet, nordöstra Kina samt Korea. Den övervintrar huvudsakligen i kustnära östra Asien från Japan och Hongkong till Taiwan samt även inåt landet utmed Yangtzefloden. Fynd från Indien, Pakistan och Persiska viken tros snarare röra sig om "stäpptrut" (Larus fuscus/heuglini barabensis), även om två sentida verkar röra sig om mongolicus.

## Status
Internationella naturvårdsunionen IUCN har ännu inte bedömt artens hotstatus eftersom den inte erkänns som fullgod art. Värdspopulationen uppskattas till endast 19.000-22.000 par.